# Euphorbia louwii
Euphorbia louwii är en törelväxtart som beskrevs av Leslie Larry Charles Leach. Euphorbia louwii ingår i släktet törlar, och familjen törelväxter. Inga underarter finns listade i Catalogue of Life.